# Бобов Геннадій Борисович
Бобов Генна́дій Бори́сович (нар. 15 листопада 1965, м. Васильків, Київська область) — колишній народний депутат, Герой України, колишній член Партії регіонів.

## Життєпис

### Політика
Депутат Черкаської обласної ради VI скликання (фракція Партії регіонів), голова Комісії з питань агропромислового комплексу, соціального розвитку села та земельних відносин.
На Парламентських виборах в Україні 2012 р. балотувався по одномандатному виборчому округу № 196 (Городищенський, Катеринопільський, Корсунь-Шевченківський, Шполянський, Канівський, Лисянський, Тальнівський райони Черкаської області) від Партії регіонів. Пройшов у парламент, набравши 42,73 % голосів
19 лютого 2014 року після трагічних подій на вулиці Інститутській вийшов із «Партії регіонів», увійшов у депутатську групу «Економічний розвиток».
2014 знову переміг за одномандантним виборчим округом № 196. Пройшов у парламент як самовисуванець, набравши 30,04 %.
У Верховній Раді 8 скликання увійшов у групу Партії Відродження. Член Комітету ВРУ з питань аграрної політики та земельних відносин.
Спільно з дружиною Світланою володіє агрохолдингом «Панда», основна частина земель якого знаходиться в Черкаській області.
Вадим Мельник, керівник черкаського клубу східних бойових мистецтв, який був начальником охорони Бобова, є одним з можливим замовником вбивства черкаського журналіста Василя Сергієнко, що розслідував земельні махінації в Черкаській області.

## У парламенті
Був одним з 59 депутатів, що підписали подання, на підставі якого Конституційний суд України скасував статтю Кримінального колексу України про незаконне збагачення, що зобов'язувала держслужбовців давати пояснення про джерела їх доходів і доходів членів їх сімей. Кримінальну відповідальність за незаконне збагачення в Україні запровадили у 2015 році. Це було однією з вимог ЄС на виконання Плану дій з візової лібералізації, а також одним із зобов'язань України перед МВФ, закріпленим меморандумом.
Не підтримав Закону про мову 25 квітня 2019 р.
Є співавтором 33 законопроєктів в Верховній Раді останнього скликання. Законопроєкти в основному стосуються розвитку сільських територій та сільського господарства.
Співавтор Закону «Про основні принципи та вимоги до органічного виробництва, обігу та маркування органічної продукції».

## Розслідування
Антикорупційний суд оштрафував Бобова на 51 тис. грн за декларування недостовірної інформації на суму 124 млн грн. Його було також позбавлено права обіймати посади, пов'язані із виконанням функцій держави або місцевого самоврядування, терміном на один рік.

## Нагороди
- Звання «Герой України» з врученням ордена Держави (23 листопада 2009) — за визначні особисті заслуги перед Українською державою у розвитку агропромислового комплексу, впровадження сучасних форм господарювання, багаторічну самовіддану працю[11]
- Заслужений працівник промисловості України (20 серпня 2007) — за значний особистий внесок у соціально-економічний, культурний розвиток Української держави, вагомі трудові досягнення та з нагоди 16-ї річниці незалежності України[12]
- Державна премія України в галузі науки і техніки 2012 року — за роботу «Інноваційні технології підвищення ефективності харчових виробництв» (у складі колективу)[13]